# Janja Sluga
Janja Sluga (rojena Bočko), slovenska političarka, * 15. maj 1974, Trbovlje.
Trenutno je poslanka Državnega zbora Republike Slovenije. Do 26. marca 2021 je bila vodja poslanske skupine Stranke modernega centra, takrat pa izstopila in postala nepovezana poslanka. Januarja 2022 se je pridružila stranki Gibanje Svoboda.

## Življenjepis
Rodila se je kot Janja Bočko v Trbovljah. V mladosti se je ukvarjala z manekenstvom in bila leta 1995 izbrana za Miss Alpe Adria. Po izobrazbi je diplomantka poslovne administracije. Med letoma 2004 in 2007 je bila poslovna sekretarka na Zavodu za kulturne prireditve Celje, med letoma 2008 in 2014 pa poslovna sekretarka Slovenskega ljudskega gledališča v Celju.

### Politika
Na Državnozborskih volitvah 2014 je bila na listi Stranke Mira Cerarja v okraju Celje II izvoljena za poslanko v Državnem zboru Republike Slovenije. Ponovno je bila izvoljena tudi na državnozborskih volitvah leta 2018. Po imenovanju Igorja Zorčiča na mesto predsednika Državnega zbora, je Sluga prevzela vodenje poslanske skupine Stranke modernega centra. 26. marca 2021 je skupaj z Branislavom Rajićem in Igorjem Zorčičem izstopila iz poslanske skupine SMC in postala nepovezana poslanka. Leta 2022 je vstopila v stranko Gibanje Svoboda, ki jo je takrat prevzel in preimenoval Robert Golob.

#### Delovna telesa
V času 8. sklica Državnega zbora je bila članica naslednjih teles:
- Mandatno-volilna komisija (članica)
- Odbor za delo, družino, socialne zadeve in invalide (članica)
- Odbor za kulturo (članica)
- Odbor za notranje zadeve, javno upravo in lokalno samoupravo (članica)
- Preiskovalna komisija o ugotavljanju domnevnega pranja denarja v NKBM d.d., domnevnega nezakonitega financiranja politične stranke SDS in domnevnega nezakonitega financiranja volilne kampanje SDS za predčasne volitve poslancev v Državni zbor 2018 (namestnica člana)